# Hehn 203 a/203 b (Mönchengladbach)

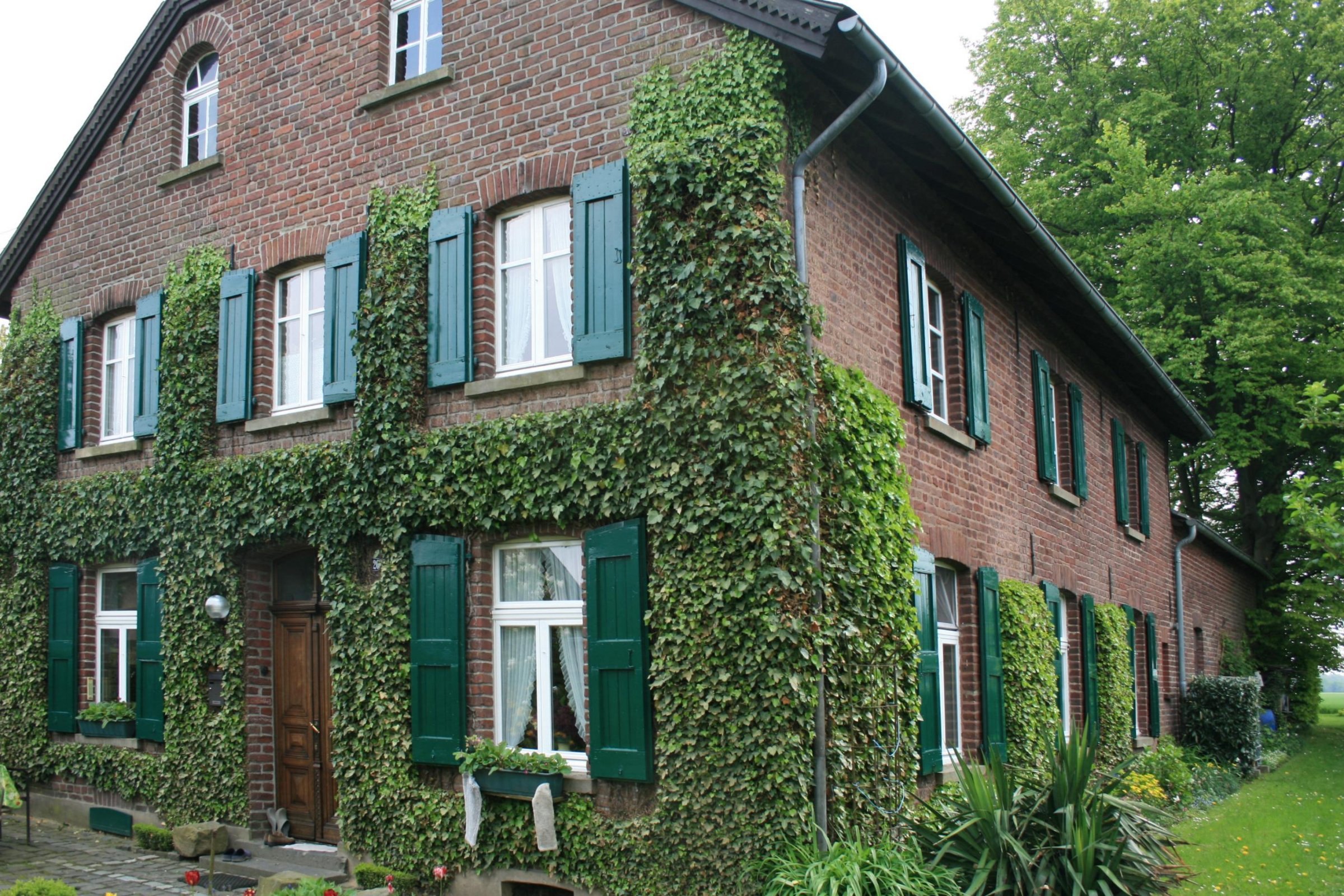
Hofanlage (Wohnhaus, Stall, Scheune), 2011

Die Hofanlage  Hehn 203 a/203 b steht im Stadtteil Hehn in Mönchengladbach (Nordrhein-Westfalen).
Die Scheune wurde im 18. Jahrhundert, das Wohnhaus Ende des 19. Jahrhunderts/Anfang des 20. Jahrhunderts erbaut. Die Gebäude wurden unter Nr. H 023  am 14. Mai  1985 in die Denkmalliste der Stadt Mönchengladbach eingetragen.

## Architektur
Bei dem Objekt handelt es sich um eine vierseitig geschlossene, gegen Ende des 19. Jahrhunderts unter Einbeziehung einer älteren Fachwerkscheune in mehreren Bauabschnitten ausgebaute Hofanlage aus Backstein. Das giebelständige zweigeschossige Wohnhaus ist mit der parallel gegenüberliegenden Scheune durch einen nur wenig zurückversetzten Torflügel verbunden. Der rückwärtige Teil des Hofgevierts bildet ein hinter dem Wohnhaus angefügter Stalltrakt, der durch einen zum Hof offenen Wagenunterstand mit Dachspeicher verlängert wird. Das die übrigen Gebäude überragende Wohnhaus ist teilunterkellert.
Erhaltenswert als geschlossen überkommenes Beispiel eines bäuerlichen Anwesens, das die auch noch im 19. Jh. ungebrochene Tradition ländlichen Bauens belegen kann.